# بریژیت سوسو پرنیی
بریژیت سوسو پرنیی (انگلیسی: Brigitte Sossou Perenyi؛ زادهٔ تاریخ ورودی نامعتبر است) تهیه‌کننده فیلم اهل غنا است.
وی همچنین برندهٔ جوایزی همچون ۱۰۰ زن بی‌بی‌سی شده‌است.